# ベラボット

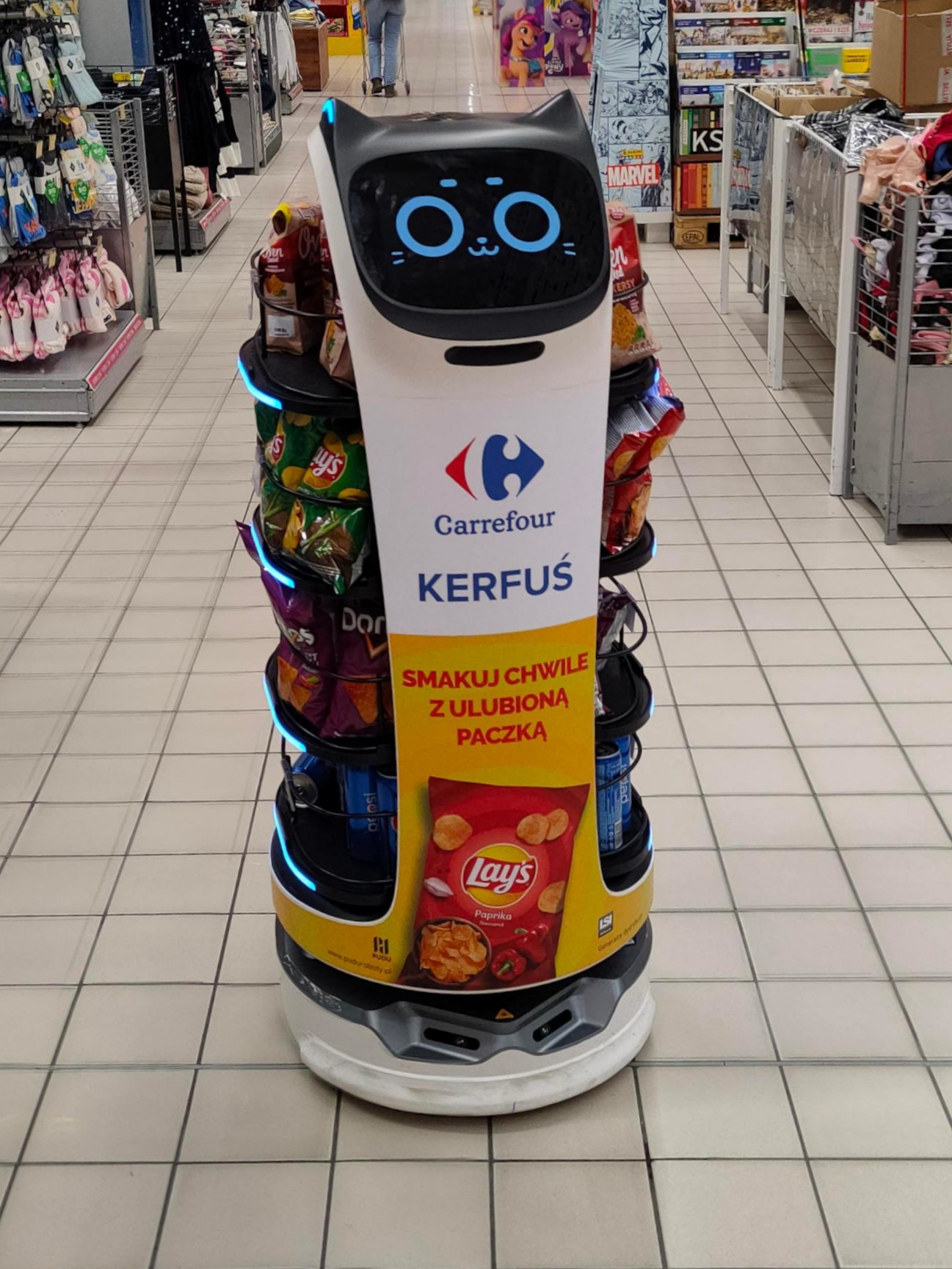
ポーランドのカルフールで働くBellaBot

ベラボット (BellaBot、西洋ではKerfuś と呼ばれる）は、中国企業であるプードゥ・ロボティクスによって開発された配膳ロボットである。日本ではすかいらーくなどの飲食店で商用ロボットとして稼働している。西洋ではカルフールとペプシコのコラボレーションによる広告キャンペーンとして、ポーランドのワルシャワの店舗に導入され、それ以来このマスコットはバイラル現象となり、インターネットミームとして広まった。

## 概要
飲食店において、出来上がった料理を客席まで運ぶロボット。メーカーのCEOはロボットには2つの価値があるとしており、1つはツールとしての価値でありちゃんと届け動くことであり、もう1つとして文化的な受け入れやすさを重視して客やスタッフとコミュニケーションができるかとしており、このようなデザインにした。新バージョンも現行バージョンの見た目を保つ予定で、今後開発する製品も動物に似たデザインにすることを検討すると語る。
2021年8月にすかいらーくで実証実験を開始してからグループの各店舗に急激に導入されていき、2022年12月時点で日本全国のグループ約2,100店舗で約3,000台が導入、配膳専用として使用されている。ベラボットのトレイに食事を載せてテーブル番号を押すと、指定したテーブル近くまで運んで行き、注文した客が受け取る。センサーでトレイに置かれていないことを検知すると自動的に戻るようになっている。このようなベラボットを導入する決め手となったのは顧客満足度と従業員の働きやすさであった。他社の配膳ロボットも検討したがベラボットを導入したきっかけは、走行の安定性であった。
2022年3月より千葉県富津市に所在する「漁師料理かなや」という飲食店では8台のベラボットの使用が始まり、2023年3月時点では国内の店舗では最大の10台のベラボットが使用されている。この店は座席数が450席とかなり多く、平日の昼間でもかなり混雑している。客足は好調であったものの立地の影響から求人を出しても応募が来ず、従業員の労働負荷が高い状況が続いていたことからベラボットの導入が決められた。ベラボットを導入してから人による配膳が5割から7割ほど削減でき、少ない人数で店舗の運営ができるようになった。この店には20人ほどのスタッフがいたがどんどん辞めていき、サービスが低下していたという時期があった。それがベラボットを導入してからスタッフは10人もいないが店舗運営をできるようになっている。
2022年９月よりポーランドのワルシャワにあるショッピングセンター「ガレリア・ヴィレンスカ」と「ウェストフィールド・アルカディア」の2店舗で、マーケティングキャンペーンの一環としてカルフールによって導入。このキャンペーンはカルフールとペプシコのコラボレーションによるもので、ソーダ飲料やポテトチップスなどのペプシコ製品を顧客に配布、2022年末まで配備された。このコラボレーションが延長されるかどうかは不明だが、カルフールの代表者は、同社が店舗での配備を継続することに興味を持っていると述べた。
ベラボットの人気が非常に高かったため、カルフールはポーランド全土のツアーを企画し、ベウハトゥフ、グダニスク、ゴジュフ・ヴィエルコポルスキ、ピワ、イノヴロツワフ、カリシュ、 ウッチ、オルシュティン、ポズナン、プワヴィ、タルヌフ、トルン、ヴロツワフといった様々な都市の店舗に配備した。同社はベラボットを使用した限定衣料シリーズもリリースした。
2022年12月、映画『キャット・ダディーズ』のプロモーションの一環として、ベラボットを映画のブランドアンバサダーとチャリティ活動に起用し、店舗で動物愛護のための食品などの寄付を集めた。このプロモーションは、グダニスク、イノヴロツワフ、オストロヴィエツ・シフィエントクシスキ、プワヴィ、トルン、ワルシャワ、ヴロツワフの8店舗で行われた。
ベラボットは絶大な人気を博し、インターネット上でバイラル現象となり、様々なミームやポルノ画像に登場した。

## 商品化
- ブロックトイ - 2023年7月12日にはイケア・ジャパンよりベラボットをモチーフにしたブロックトイが発売。価格は1700円ですかいらーくグループの各店舗で発売される。仕様はブロックの数が全117個の組み立て式のおもちゃ。完成品の高さは約14cmで、底面にタイヤが付いており転がして遊ぶこともできる[13]。
- カプセルトイ
  - 2023年12月7日にはベラボットがカプセルトイ化して販売される。すかいらーくグループの各店舗の自動販売機で200円かキッズメニューに付いているガチャコインで購入できた。仕様はベラボットを5.5cmのミニサイズで再現したというもの。ガスト、バーミヤン、しゃぶ葉、ジョナサン、夢庵、ステーキガストの6つが用意されており、それぞれのデザインが異なる。ベラボットがスタンプになったものもカプセルトイ化されており、これも200円かガチャコインで購入できた[14]。
  - 2024年11月、ウルトラニュープランニングより「ゼンマイで動く!Bellabot」が展開[15]。2025年4月にvol.2も販売された[16]。
- 公式ファンブック - 2024年1月15日には宝島社よりベラボットの公式ファンブックが発売される。付録にはベラボットを再現できる約29cmのペーパークラフトがある。ファンブックには漫画や最新のロボットの紹介などが掲載されている[17]。
- マスコット - 2024年4月にはバンダイナムコヌイから発売されているシリーズの「ぷりぬいマスコット」からベラボットをマスコットにした製品が発売される。本体にはぬいぐるみの生地を使用しており、ベラボットのフォルムを損なわないようにマスコットらしい形状で表現している[18]。
- プラスチックモデル - 2024年12月にコトブキヤより発売[19]、2025年7月には完成品の発売を予定[20]。